# Associazione Sportiva Dilettantistica Città di Gallipoli
Maillots
Le Associazione Sportiva Dilettantistica Città di Gallipoli est un club italien de football. Il est basé à Gallipoli, dans la Province de Lecce, dans la région des Pouilles. Le club évolue en Excellence (5e division).

## Historique
- 1999 : Refondation du club.
- 2009 : Le club obtient sa première promotion en Serie B en étant Champion de Serie C1/B (désormais rebaptisée Lega Pro Prima Divisione) avec 66 points devant le Benevento Calcio (64 points). L'AC Cesena, Champion de Serie C1/A avec 60 points devant le Pro Patria (58 points), l'accompagne dans la montée en Serie B.
- 2010 : Le club, surendetté, dépose le bilan. Le nouveau club, l'ASD Gallipoli Football 1909 est inscrit au championnat de Promozione.
- 2020 : nouveau club appelé ASD Città di Gallipoli est né. Après avoir remporté le championnat de Promozione, en 2022 il accède à l'Eccellenza dans le même groupe que Gallipoli Football 1909. À la fin de la saison, elle reste la seule équipe représentant le commune de Gallipoli en raison de la vente du titre de Gallipoli Football 1909.

## Changements de nom
- 1946-1966 : Fiamma Jonica Gallipoli
- 1966-1979 : Unione Sportiva Gallipoli
- 1979-1994 : Associazione Calcio Virtus Gallipoli
- 1994-1996 : Associazione Calcio Vis Gallipoli
- 1996-1999 : Associazione Calcio Filanto Gallipoli
- 1999-2005 : Associazione Calcio Gallipoli
- 2005-2010 : Gallipoli Calcio
- 2010-2014 : Associazione Sportiva Dilettantistica Gallipoli Football 1909
- 2014-2023 : Gallipoli Football 1909 Società Sportiva Dilettantistica
- 2021-2023 : Associazione Sportiva Dilettantistica Città di Gallipoli

## Palmarès
- 1 championnat de Serie C2 : 2005-06
- 1 coupe de Serie C : 2005-06
- 1 championnat de Serie C : 2008-09
- 1 supercoupe de Serie C : 2009